# Каміла Заріпова
Каміла Мамурджанівна Заріпова (узб. Kamila Zaripova; нар. 19 липня 1998, Алмалик, Узбекистан) — узбецька футболістка, півзахисниця турецького «Трабзонспора» та національної збірної Узбекистану.

## Клубна кар'єра
На батьківщина виступала за АГМК (Алмалик).
На початку грудня 2021 року перейшла перезаснованого до представника турецької Суперліги «Трабзонспор».

## Кар'єра в збірній
У футболці національної збірної Узбекистану виступала в матчах кваліфікації чемпіонату Азії 2018 року та кваліфікації Олімпійського футбольного турніру 2020 року.